# Arte traianea

Colonna Traiana

L'arte traianea è la produzione artistica dell'Impero romano durante il regno dell'imperatore Traiano, indicativamente, dal 98 al 117. In questo periodo l'arte romana sviluppò ulteriormente le innovazioni dell'epoca flavia, arrivando a staccarsi definitivamente dal solco ellenistico, fino a una produzione autonoma. 
I rilievi della Colonna Traiana furono uno dei capolavori non solo della civiltà romana, ma dell'arte antica in generale.

## Contesto storico
Con Traiano l'impero romano raggiunse la sua massima espansione. Ciò significò una nuova condizione di benessere per la società romana, che, sia a Roma che nelle province, permise l'affermarsi di una vasta classe media, capace di esprimere le proprie esigenze e un proprio gusto anche in campo architettonico-artistico.
Significativo è il titolo di optimus princeps che l'imperatore ricevette dal Senato nel 114: esso non aveva richiami trascendenti (come il titolo di nuovo Romulus di Augusto) o ellenizzanti (come l'alone augurale e religioso dello stesso titolo Augustus, quasi equivalente al Sebastos dei sovrani ellenistici), ma anzi ricalca perfettamente lo spirito di primo funzionario dello Stato. Un mondo quindi permeato di oggettività, di disciplina, di onestà, di efficiente burocrazia, di spirito terrestre.
In quell'epoca lo Stato romano aveva ancora una parvenza ampiamente condivisa di "repubblica presidenziale", dove però il mandato del primo cittadino non aveva scadenza; per giustificare lo stato delle cose all'epoca di Traiano si puntò tutto sull'osservanza delle leggi e sul consenso, cementato da una solida sicurezza finanziaria e un ampio sviluppo economico e commerciale.

## Scultura

### Ritratti imperiali
In questo clima avvenne la creazione di un nuovo tipo di ritratto imperiale, il cosiddetto "ritratto del decennale" (poiché formulato in occasione del decennale del potere, nel 108), privo del pathos e della teatralità tipicamente ellenistica.
Il ritratto del decennale di Traiano è privo di elementi metafisici, ma anche libero dall'aderenza puntuale al modello, tipica del verismo dei ritratti privati romani: si tratta di un'immagine semplice e obiettiva, coi tratti fermi e pacati, dalla quale emergono comunque la suprema autorità e la dignità del comando. Nella nuova tipologia, che rispecchia anche una precisa attitudine politica, confluirono i due filoni del ritratto ufficiale (onorario) e del ritratto privato (funebre), che avevano avuto la massima divergenza ai tempi di Vespasiano. 
Il particolare clima morale diffuso attorno alla figura dell'imperatore si vede chiaramente anche nelle sue raffigurazioni sulla Colonna Traiana. Tra le tante piccole immagini spicca quella del colloquio di Traiano con uno dei suoi comandanti (forse Lucio Licinio Sura) durante la seconda campagna dacica: con grande semplicità formale l'imperatore è raffigurato disincantatamene mentre spiega un piano al generale fissandolo negli occhi e distendendo i palmi delle mani davanti a lui, secondo un intenso rapporto di fiducia e rispetto tra lui e il subordinato, di un colloquio intelligente e virile, privo di qualsiasi retorica o cortigianeria.

### La Colonna e il Maestro delle Imprese di Traiano
La colonna spiraliforme coperta da rilievi fu una novità assoluta nell'arte antica e divenne il punto di arrivo più all'avanguardia del rilievo storico romano. Nella Colonna Traiana si assiste per la prima volta nell'arte romana a un'espressione artistica nata legittimamente autonoma in ogni suo aspetto (anche se culturalmente ben ancorata al ricco passato). L'artista del fregio della colonna aveva infatti assimilato appieno l'arte ellenistica (e classica) sviluppandola ulteriormente nel solco della narrazione storica romana, con motivi tratti dall'immediatezza della vita.

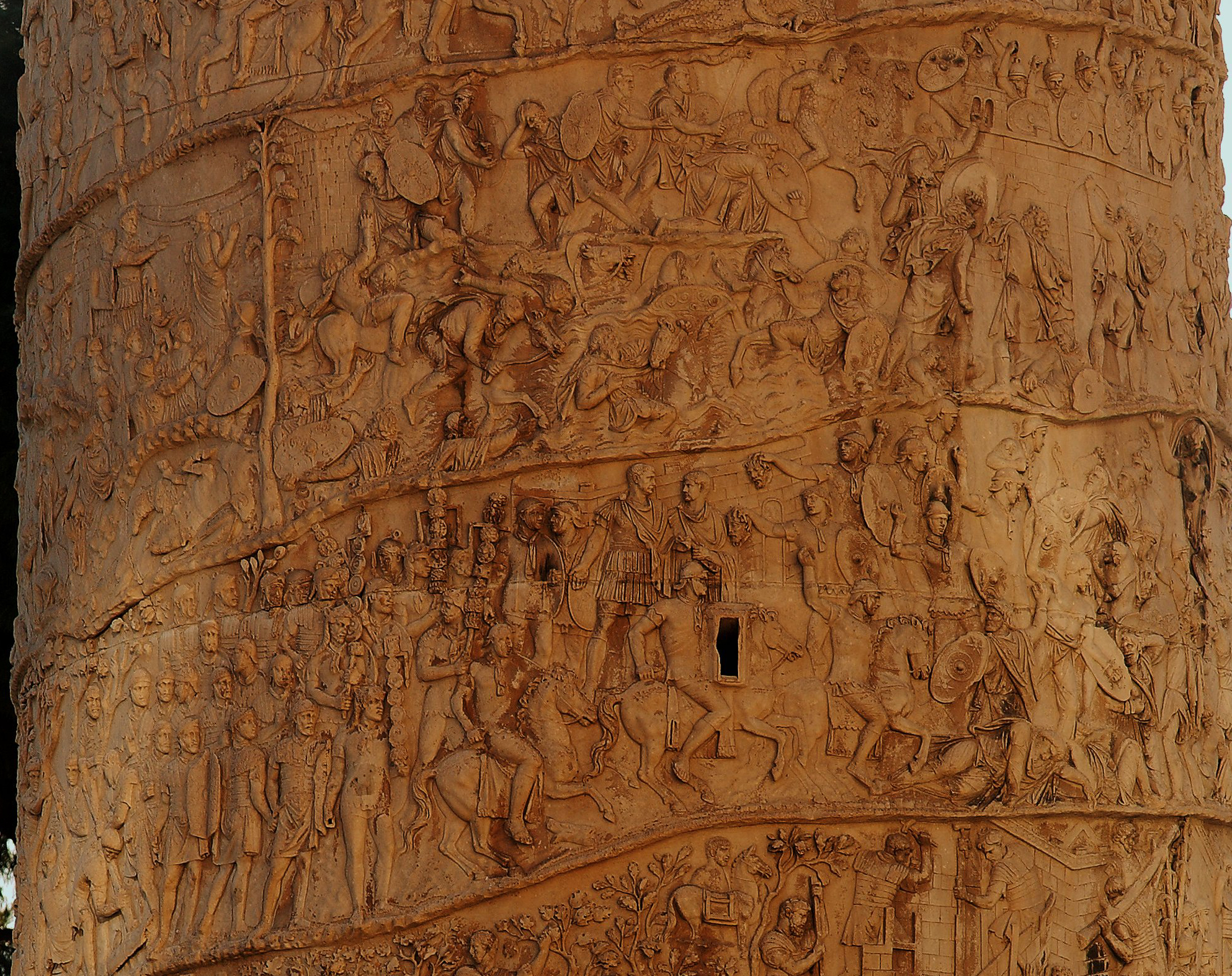
Rilievi della Colonna Traiana

Nel rilievo istoriato sono narrate le due campagne daciche (dal 101 al 102 e dal 105 al 107), per circa duecento metri di narrazione continua, privi, come scrive Ranuccio Bianchi Bandinelli, "di un momento di stanchezza ripetitiva, di una ripetizione, insomma, di un vuoto nel contesto narrativo". Anche lo stile espressivo è nuovo, con un rilievo molto basso, per non alterare la linea architettonica della colonna, talvolta anche in negativo, spesso risaltato da un solco di contorno e ricco di variazioni espressive per rendere efficacemente l'effetto dei materiali più disparati (stoffe, pelli, alberi, corazze, fonde, rocce, ecc.).
Certamente il rilievo era reso ancora più espressivo dalla policromia e dagli inseriti metallici per le armi impugnate. La lettura delle scene era facilitata dalla sua collocazione, in un cortile tra i due loggiati delle due cosiddette "biblioteche" del Foro di Traiano. 
L'esecuzione dell'opera dovette essere molto complessa: sui grandi rocchi di marmo, già messi in opera, l'artista dovette molto probabilmente ricopiare un modello disegnato.
Ma la valenza dei rilievi della Colonna non si limita al mero aspetto tecnico e formale, ma investe profondamente anche il contenuto, segnando un traguardo durevole. Le figure nei rilievi storici romani, dalla pittura repubblicana nella necropoli dell'Esquilino ai rilievi dell'Ara Pacis, sono formalmente corrette e dignitose, ma prive di quella vitalità che le rende inevitabilmente compassate. Nemmeno il vivissimo plasticismo dei rilievi nell'arco di Tito si era tradotto in un superamento della freddezza interiore delle raffigurazioni. La Colonna Traiana invece è invece densa di valori narrativi, che rendono le scene di sacrificio "calde", le battaglie veementi, gli assalti impetuosi, i vinti ammantati di umana pietà. Scene dure, come i suicidi di massa o la deportazione di intere famiglie, sono rappresentati con drammatica e pietosa partecipazione e la ricchezza di dettagli e accenti narrativi fu probabilmente dovuta a un'esperienza diretta negli avvenimenti. Il senso di rispetto umano per il nemico battuto è un retaggio della cultura greca, che si troverà fino ai ricordi di Marco Aurelio a proposito dei Sarmati.

### Altri rilievi

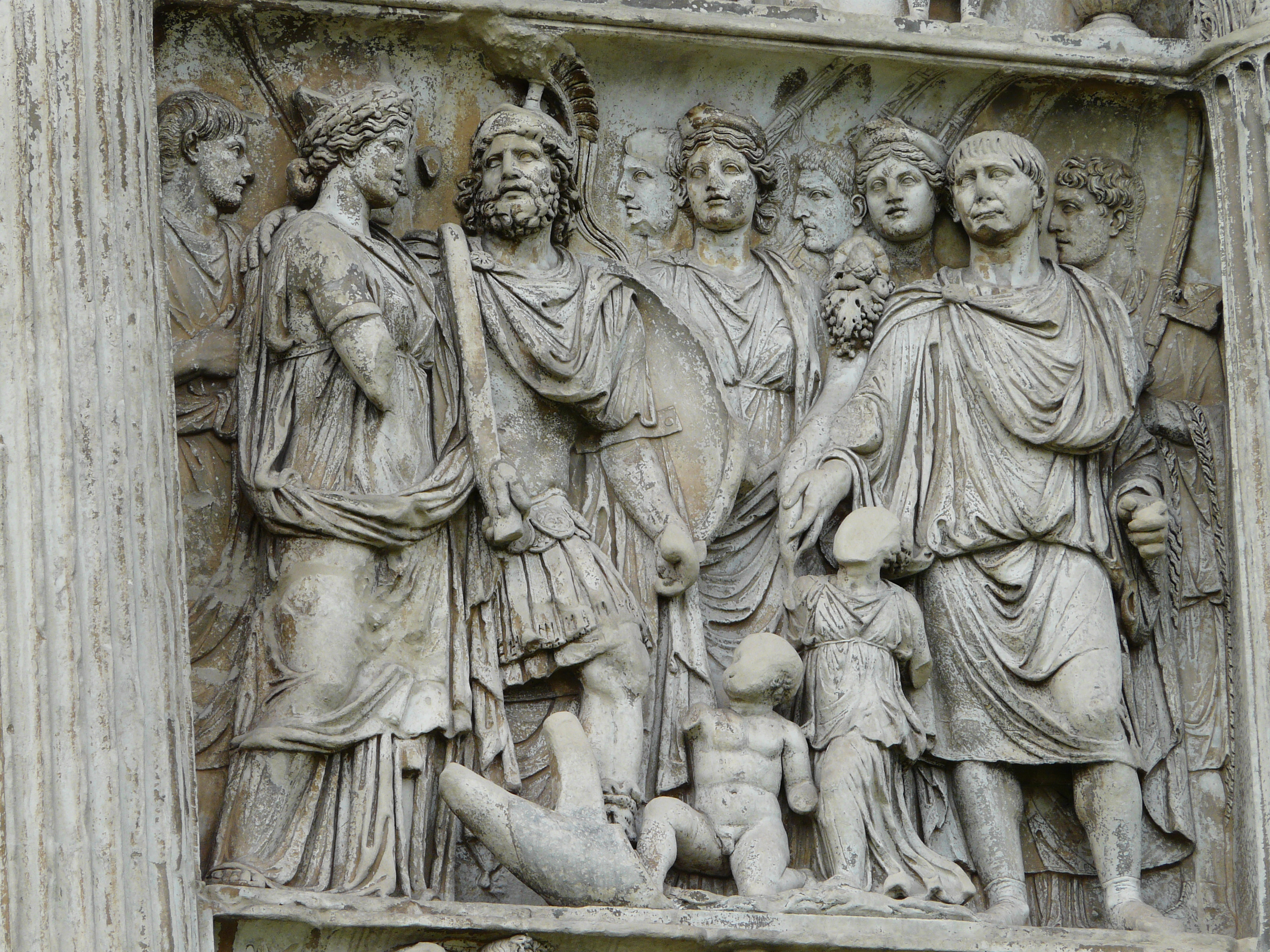
Rilievi dell'arco di Benevento

La scultura ebbe una diffusione amplissima sotto Traiano: ne sono testimonianza anche le monete dell'epoca che raffigurano il nuovo Foro ricchissimo di statue e rilievi. 
Nell'arco di Costantino è inserito un lungo fregio di epoca traianea spezzato in quattro tronconi ma facente parte originariamente quasi sicuramente di un unico rilievo. Esso, ricco di vibranti figure ad alto rilievo, è strettamente connesso con l'arte della Colonna. Un altro riflesso del Maestro delle Imprese di Traiano si trova nei rilievi dell'arco di Benevento (del 114), dove per la prima volta compaiono in un monumento ufficiale i padri di famiglia comuni beneficianti dei sussidi della institutio alimentaria o della cancellazione dei debiti.
Di questo periodo ci è però giunto solo un nome di scultore, Marcus Ulpius Orestes, probabilmente un liberto autore di un rilievo firmato oggi al Louvre. Egli non può essere l'artista della Colonna Traiana perché dovette operare già nell'età adrianea. Non ci sono nemmeno elementi per identificarlo con l'architetto Apollodoro di Damasco (progettista del Foro di Traiano), se non la labile constatazione della strettissima collaborazione tra architetto e scultore nelle opere traianee.

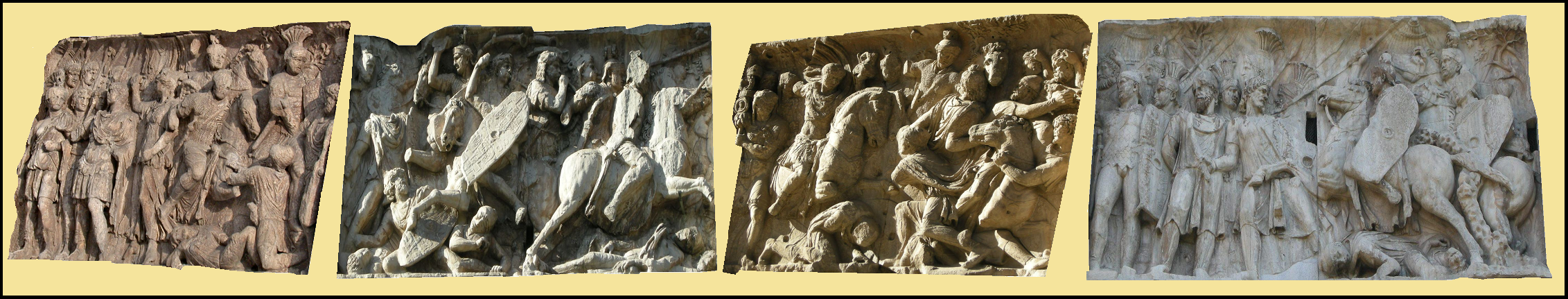
Ricostruzione fotografica del grande fregio di Traiano. Un miglior assemblaggio dei quattro fregi contenuti nell'arco di Costantino si possono osservare presso il Museo della Civiltà Romana: prima parte (estrema sinistra): Traiano che entra a Roma; seconda parte: I prigionieri sono incalzati da una carica della cavalleria guidata dall'imperatore stesso e seguito da signiferi e cornicini; terza parte: Conquista di un villaggio dacico da parte della cavalleria e la fanteria romana che spingono i prigionieri; quarta parte (estrema destra): I soldati mostrano le teste mozzate dei barbari.

### Sarcofagi

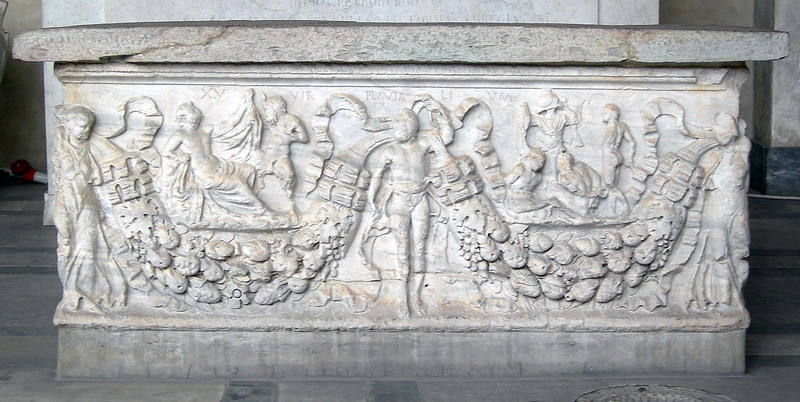
Sarcofago di Caius Bellicus Natalis Tebanianus

Non sono chiare le ragioni per cui in età traianea ci fu una vasta ripresa dell'inumazione rispetto all'incinerazione, ma ciò determinò l'inizio della produzione di sarcofagi in marmo ornati da rilievi mitologici, che nelle epoche successive diventarono una delle più notevoli attività artistico-artigianali a Roma (sarcofago di Caius Bellicus Natalis Tebanianus). 
I sarcofagi potevano essere decorati su quattro o, più spesso, su tre lati, a seconda se erano addossati a una parete (secondo l'uso italico) o posti al centro del sepolcro (secondo l'uso nell'Asia Minore).

## Architettura

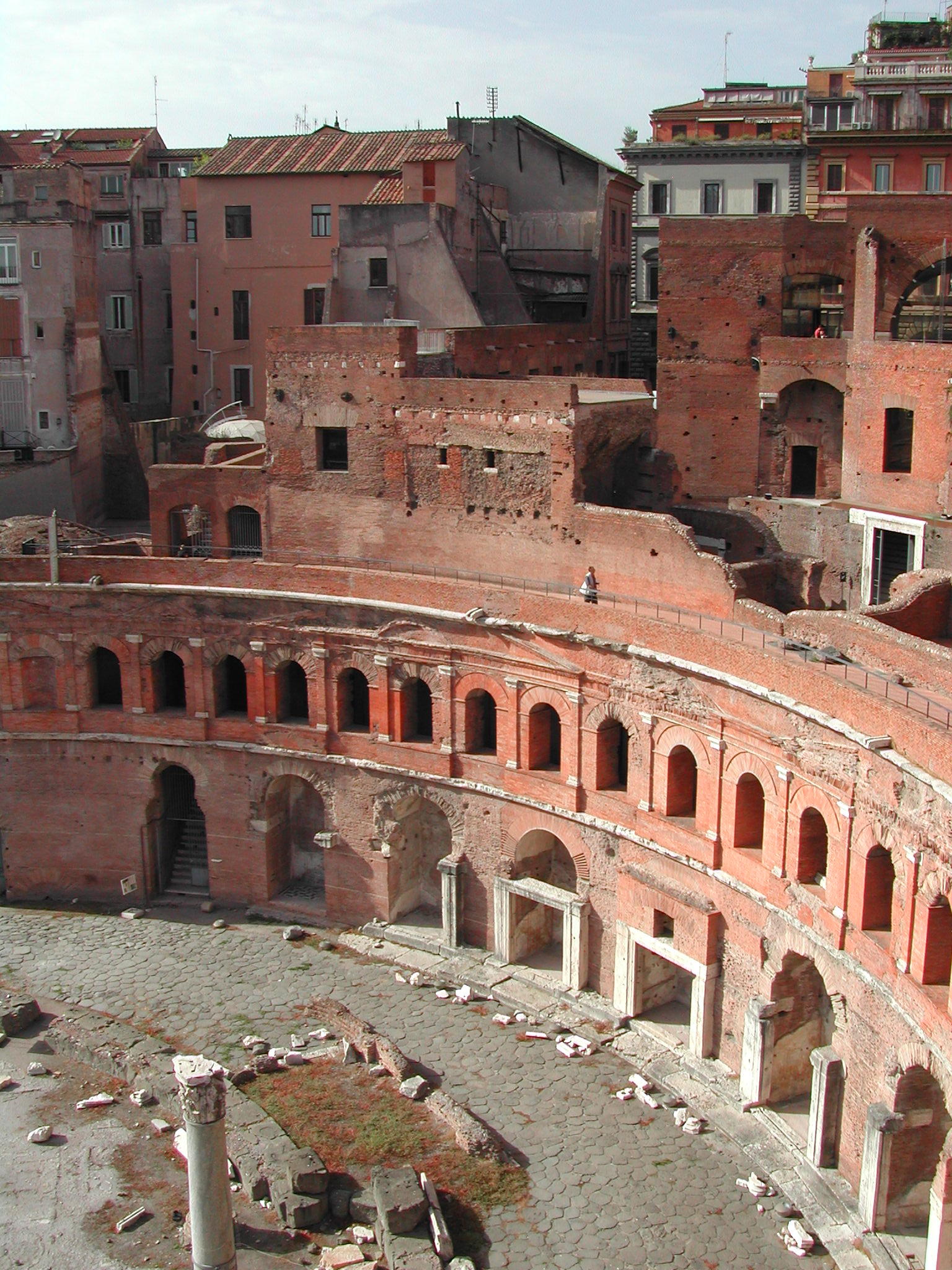
I Mercati di Traiano

Il Foro di Traiano fu il complesso che completò grandiosamente il programma urbanistico dei Fori Imperiali, per permettere il capace funzionamento amministrativo, commerciale, giudiziario e politico della capitale dell'impero. Il Foro di Traiano, costruito dopo grandiosi lavori di sbancamento, rese disponibili nuovi, grandi spazi e l'ampia basilica Ulpia. Per sistemare coerentemente il declivio verso il colle Quirinale, nato dal taglio del colle, venne realizzato un ardito complesso, denominato Mercati di Traiano, che seppe sfruttare articolatamente lo spazio disponibile, con più livelli e un organico complesso di uffici e spazi amministrativi.
La decorazione del Foro (al centro del quale si trovava una maestosa statua equestre di Traiano, Equus Traiani) e degli annessi, si staccò nettamente da quelle di epoca augustea e flavia, in particolare gli apparati di sculture architettoniche (fregi, capitelli, ecc.) mostrano una limpidità meno metallica e meno accademica dell'epoca augustea.
Notevole fu la produzione di archi, come  il già citato arco di Benevento, celebrante l'apertura della nuova via per Brindisi (114) e l'Arco di Traiano di Ancona, a conclusione dei lavori di ampliamento del porto (115).

## Pittura
Per la pittura nell'età di Traiano non è disponibile l'ampio catalogo rappresentato dalle città vesuviane, sepolte dall'eruzione del 79. Anche a Roma e nelle città italiche la presenza di pitture di questo periodo è molto scarsa.
Risalgono invece all'epoca di Traiano i più cospicui resti di decorazioni pittoriche nelle province europee dell'Impero: Vienne in Gallia, Magdalensberg in Austria, Aquileia, Carnuntum, Aquincum, Savaria, Scarbantia. Ciò testimonia il diffuso benessere che ebbe luogo anche nelle province.

## Arte provinciale

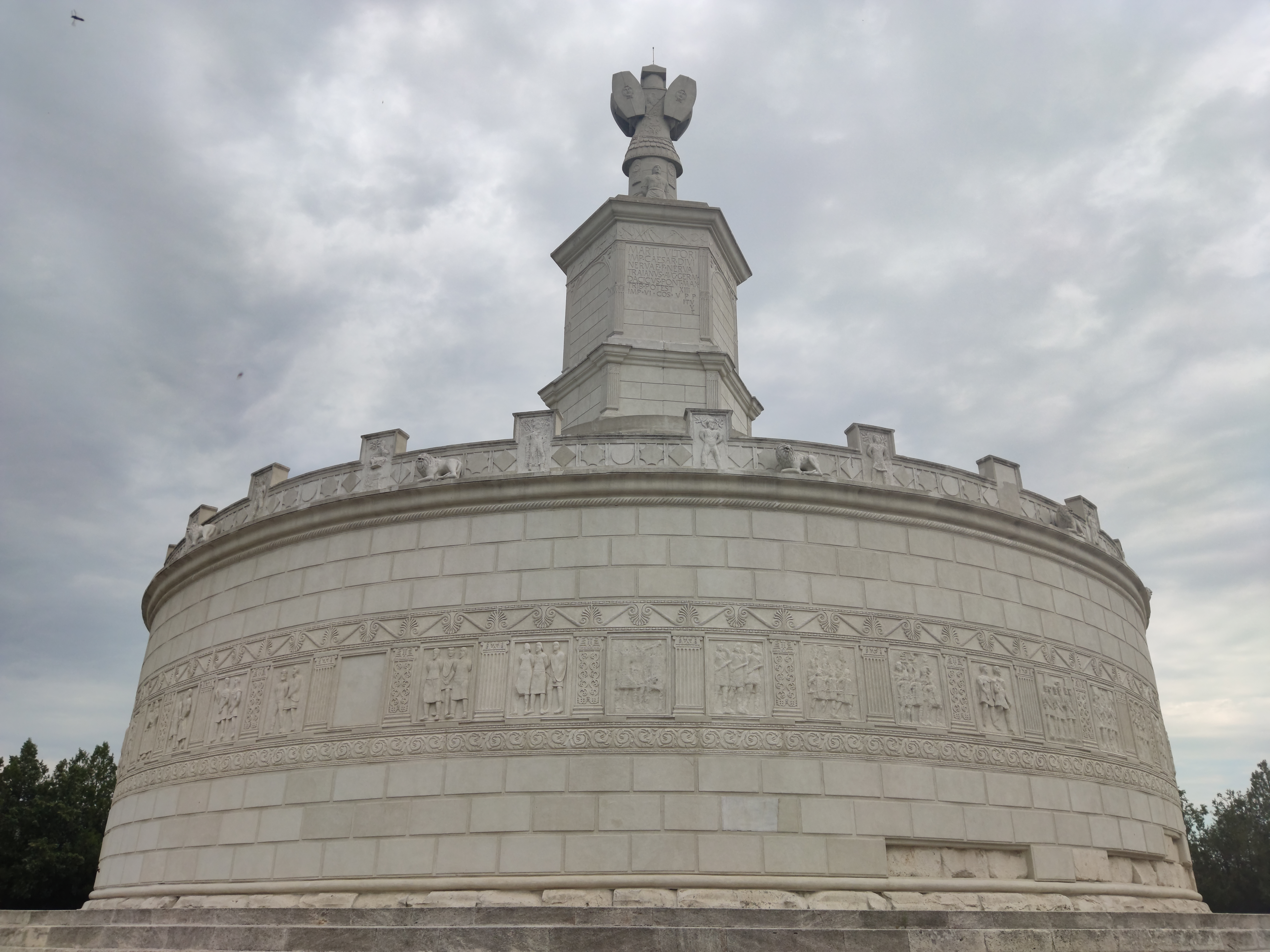
La ricostruzione del Tropaeum Traiani in Romania

Negli ultimi anni del regno di Traiano (114-116) venne eretto ad Atene, sulla sommità della collina davanti all'Acropoli, il monumento sepolcrale di Giulio Antioco Philoappos, discendente della dinastia dei Seleucidi e che aveva ricoperto vari incarichi pubblici a Atene. L'architettura si ispira a modelli siriaci, della Commagene e della Licia, con modanature di tipo attico e un fregio che mostra una relazione con i rilievi storici in uso a Roma: ciò dimostra l'unità e il reciproco scambio culturale ormai attivo tra Roma e le province, anche quelle più progredite.
In Dacia vennero costruite poderose infrastrutture per le campagne militari, tra le quali resta il grandioso Ponte di Traiano sul Danubio, il più lungo ponte in muratura mai costruito. Venne eretto anche un grande monumento commemorativo per i caduti nelle guerre e la celebrazione la vittoria finale, il Tropaeum Traiani, presso la cittadina rumena di Adamklissi. Esso è circolare, secondo il modello funerario italico-romano, come rilievi sulle metope del fregio e i merli del coronamento, particolarmente interessanti perché dimostrano che le maestranze locali usarono modelli iconografici provenienti da Roma. La critica ha talvolta datato erroneamente questi rilievi all'epoca costantiniana o addirittura medievale: in verità essi sono un'eloquente testimonianza di come l'arte tardoantica si ispirò profondamente all'arte provinciale e plebea.